# 常熟市第一人民医院
常熟市第一人民医院（ 苏州大学附属常熟医院），是中国江苏省的一所医院，为二级甲等医院，位于常熟市虞山镇九万圩19号。

## 沿革
江苏省常熟市第一人民医院创建于1949年。1993年通过了“二级甲等医院”的评审，也是苏州医学院和南通医学院的教学医院。医院设12个临床科室、10个医技科室、25个临床专业组。